# Симон Радовицький
Симон Радовицький (ісп. Simón Radowitzky, пол. Szymon Radowicki, нар. 10 вересня або 10 листопада 1891 у Степанівці — пом. 29 лютого 1956 в Мехіко) — українсько-аргентинський анархіст єврейського походження. Один із найвідоміших в'язнів колонії в Ушуаї на Вогняній Землі, куди його було засуджено на довічне ув'язнення за вбивство Рамона Лоренсо Фалькона, начальника поліції, відповідального за жорстоке придушення Червоного тижня 1909 року в Буенос-Айресі (загинуло 8 осіб).
Через 21 рік під тиском робітничого руху Аргентини Радовицького було помилувано, він покинув Аргентину, воював на боці республіканців під час громадянської війни в Іспанії. Помер у Мехіко, де працював на фабриці з виробництва іграшок. Історію його життя описав англійський автор Брюс Четвін у книзі «In Patagonia».